# Vampirella
Vampirella ist eine fiktive Vampir-Comic-Heldin, die von Forrest J Ackerman für das gleichnamige schwarz-weiße Horror-Comic beim Verlag Warren Publishing erschaffen wurde und von dem Autor Archie Goodwin und den Zeichnern Frank Frazetta und Tom Sutton entwickelt wurde.
Nachdem es von 1969 bis 1983 bei Warren erschienen war, wurde das Magazin an Harris Comics verkauft. Harris veröffentlicht seit 1991 diverse Vampirellaserien.
Vampirella trat ursprünglich als Bewohnerin des Planeten Drakulon auf, eines Planeten, dessen Bewohner von Blut lebten und auf dem Flüsse von Blut flossen. Drakulon umkreiste die Zwillingssonnen Satyr und Circe, wobei erstere unregelmäßige Ausbrüche hatte, bei denen die komplette Bevölkerung des Planeten ausgelöscht wurde. Nachdem die Folgen der Explosion abnahmen, formten sich neue Spezies. Die Rasse, der Vampirella angehört, die Vampiri, konnten sich nach Belieben in Fledermäuse verwandeln, sich Flügel wachsen lassen und Blut trinken.
Die Geschichte beginnt mit der drohenden Vernichtung der Bevölkerung Drakulons durch Satyrs letzte Eruption. Als die letzten Überlebenden im Sterben liegen, stürzt ein Raumschiff von der Erde auf dem Planeten ab. Vampirella, die zur Erkundung zum Absturzort geschickt wurde, wird angegriffen; als sie zurückschlägt, entdeckt sie, dass in den Adern der Astronauten Blut fließt. Um das Überleben ihrer Rasse zu sichern, beschließt sie, das Raumschiff zurück zu seinem Heimatplaneten zu fliegen. Dort beginnen ihre Abenteuer; Vampirella ist ein „guter“ Vampir und benutzt ihre Kräfte, um die eingeborenen „bösen“ Vampire zu vernichten.
Harris Comics erweckten Vampirella in der Miniserie Morning in America, geschrieben von Kurt Busiek, erneut zum Leben. Kurz darauf erfuhren die Leser, dass Vampirella von ihrem Bruder und ihrer Schwester einer Gehirnwäsche unterzogen worden war, damit sie glaubte, vom Planeten Drakulon zu stammen (in der Geschichte Mystery Walk). Sie erfuhr, dass sie in Wirklichkeit die Tochter Liliths war, der angeblich ersten Frau des biblischen Adam. Diese hatte sich mit Dämonen aus der Hölle gepaart, um Vampire zu erschaffen, die die Nachkommen von Adam und Eva auf der Erde ausrotten sollten. Später suchte sie Erlösung bei Gott und gebar Vampirella, einen guten Vampir, der alle bösen Vampire töten sollte. Dieser Vorgeschichte nach war Drakulon ein Teil der Hölle, in dem Lilith lebte und herrschte.

## Charaktere

### Vampirella
Diese außerirdische Heldin wird als Vampir angesehen, da sie Blut zum Überleben benötigt und viele typische Vampirkräfte hat, wie beispielsweise große Kraft, schnelle Reflexe, die Fähigkeit, sich in eine Fledermaus zu verwandeln, und ein versteinernder Blick. Von den traditionellen Schwächen des typischen Vampirs, wie Tageslicht, Weihwasser, Knoblauch oder Kreuzen, ist sie nicht betroffen. Auch kann sie keine Menschen in Vampire verwandeln. Sie fällt keine Menschen an, um deren Blut zu trinken, außer wenn sie angegriffen wird. Sie ist fast immer sehr spärlich bekleidet.

### Conrad van Helsing
Ein blinder Vampirjäger mit hellseherischen Fähigkeiten, der ein Blutersatzserum herstellt, das Vampirellas Durst stillt. Er verfolgte Dracula und wollte Vampirella ursprünglich töten, da er sie für einen Vampir wie Dracula hielt.

### Adam van Helsing
Conrads Sohn und der letzte einer langen Linie von Vampirjägern, der in die Fußstapfen seines Vaters trat und ein Erforscher des Paranormalen wurde. Er wird als liberaler als sein Vater dargestellt und glaubte daran, dass Vampirella nicht böse sei. Die beiden verliebten sich schließlich. Vampirella half Adam oft bei seinen Nachforschungen.

### Pendragon/Mordecai (Der Große)
Ein ehemaliger Hexenmeister, nun ein Showzauberer. In den Warren-Geschichten reiste Vampirella oft gemeinsam mit ihm.

### Madek und Magdalene
Die bösen Geschwister Vampirellas, die die falschen Erinnerungen an den Planeten Drakulon in ihr Gehirn gepflanzt hatten.

### Lilith
Vampirellas Mutter (siehe Hauptteil).

### Nuberus
Ein Dämon, der Vampirella mit ihrer wahren Herkunft verlockte, um sich Zugang zur Erde zu verschaffen.

### Pantha
Ihr richtiger Name ist Sekhmet, sie stammt aus dem alten Ägypten. Die Hohepriesterin des Gottes Ra bekam von dem Gott die Fähigkeit, sich in einen schwarzen Panther zu verwandeln. Wann immer das Land von Dürre und Zerstörung geplagt wurde, tötete Sekhmet in Panthergestalt Männer, Frauen und Kinder gleichermaßen. Sie gab vor, es im Namen von Ra zu tun, in Wahrheit jedoch geschah es aus Blutdurst. Als sie so ihren eigenen Sohn umbrachte, wurde sie von Ra dazu verurteilt, ewig zu leben und niemals Frieden oder eine Heimat zu finden. Vampirella und Pantha arbeiten oft zusammen, doch da Pantha immer noch Probleme hat, sich zu kontrollieren, muss Vampirella manchmal auch gegen ihre Freundin kämpfen.

## Bibliographie

### Warren Publishing

#### Comics
- Vampirella #1-112

#### Romane
- Bloodstalk
- On Alien Wings
- Deadwalk
- Blood Wedding
- Deathgame
- Snakegod

### Harris Comics

#### Hauptserie
- Vampirella #113
- Vampirella: Morning in America
- Vampirella's Summer Nights
- Creepy 1993 Fearbook (enthält die Vampirella-Geschichte Bugs von Kurt Busiek und Arthur Adams)
- Vampirella #1-5
- Vampirella Strikes #1-7
- Vampirella: Chains of Chaos #1-3
- Vengeance of Vampirella #1-25
- Vampirella Zero
- Vampirella: Death and Destruction #1-3
- Vampirella: Sad Wings of Destiny
- Vampirella Bloodlust #1-2
- Vampirella Lives #1-3
- Vampirella vs. Pantha
- Vampirella vs. Hemmorage #1-3
- Vampirella Monthly #1-26, Sonderausgabe #0
- Vampirella #1-22
- Vampirella Revelations #0
- Vampirella Revelations #1, #2 (Januar 2006)

- Vampirella Comics Magazine #1-10
- Vampirella Comics Magazine Special

#### Manga
- Vampirella Manga 2999
- Vampirella Manga 3000
- Vampi #1-25
- Vampi Digital
- Vampi Switchblade Kiss/Dark Angel
- Vampi Vicious #1-3
- Vampi Vicious Circle #1-3
- Vampi vs. Xin #1-2

#### Nachdrucke von Warren-Veröffentlichungen vonVampirella
- Vampirella Classic #1-5
- Vampirella of Drakulon #1-5, Sonderausgabe 0
- Vampirella Retro #1-3
- Vampirella: Silver Anniversary Collection #1-4
- Vampirella: Legendary Tales #1-2

#### Crossovers und Kollaborationen
- Vampirella/Shadowhawk: Creatures of the Night #1-2
- Catwoman/Vampirella
- Vampirella/Wetworks
- Wetworks/Vampirella
- Vampirella/Shi
- Shi/Vampirella
- Vampirella vs. Painkiller Jane
- Vampirella/Lady Death
- Lady Death vs. Vampirella
- Lady Death vs. Vampirella II
- Purgatori vs. Vampirella
- Vampirella/Witchblade
- Vampirella/Witchblade II: Union of the Damned
- Vampirella/Witchblade III: The Feast
- The Magdalena and Vampirella
- The Magdalena and Vampirella II
- Witchblade/The Magdalena/Vampirella
- Frankenstein Monster and Vampirella (Webcomic)
- The Darkness/Vampirella

#### Andere
- Vampirella Flip Book
- Vampirella Pin-up Special
- Vampirella: 25th Anniversary Special
- Vampirella/Dracula: The Centennial
- Vampirella: Julie Strain Special
- Vampirella Model Search Special
- Vampirella Crossover Gallery

## Spiele
- Vampirella: Hell on Earth Battlebook

## Film
- 1996: Vampirella (US-Spielfilm mit Talisa Soto und Roger Daltrey; Regie:Jim Wynorski)